# Władimir Izdebski
Władimir Aleksiejewicz Izdebski (ros. Владимир Алексеевич Издебский ur. 22 maja 1882 w Kijowie, zm. 20 sierpnia 1965 w Nowym Jorku) – rosyjski rzeźbiarz, malarz, dziennikarz, krytyk sztuki, właściciel galerii sztuki. Pochodził z polskiej rodziny szlacheckiej – zesłańców po powstaniu styczniowym.

## Życiorys
Uczył się rzeźby początkowo prywatnie, potem w szkole artystycznej w Odessie, od roku 1897 studiował rzeźbę w Towarzystwie Sztuk Pięknych w Odessie. Debiutował w roku 1898 uczestnicząc w wystawie prac studenckich. Po ukończeniu studiów 1904 zaangażował się politycznie przeciw pogromom, organizował pomoc ich ofiarom, spędził rok w więzieniu. Udało mu się wyjechać do Szwajcarii, Francji i Niemiec. Podczas pobytu w Monachium 1905-1909 zaprzyjaźnił się z Wassily’m Kandinsky’m. Na krótko powrócił do Odessy, gdzie zorganizował 1909 wystawę sztuki awangardowej, przeniesioną do Rygi, Kijowa i Petersburga. Druga wystawa odbyła się 1911 w Odessie, Mikołajowie i Chersonie. Na obydwu wystawach przedstawiał dzieła rosyjskiej i zachodnioeuropejskiej awangardy, stał się celem ataków konserwatywnej krytyki. W roku 1910 stworzył kabaret „Zielona papuga” i w roku 1913 teatr dramatyczny. Obydwie inicjatywy teatralne zakończyły się niepowodzeniem.
Po rewolucji październikowej w roku 1919 przez Finlandię wyemigrował do Paryża. Żył w skromnych warunkach, zaniechał twórczości. Po wybuchu II wojny światowej znalazł się w Stanach Zjednoczonych i zamieszkał w Nowym Jorku, gdzie powrócił do pracy twórczej.
Uczestnicy wystaw – rosyjscy:
- Wassily Kandinsky
- Aleksiej Jawlensky
- Marianne von Werefkin
- Aleksandra Ekster
- Dawid Burluk
- Aristarch Lentułow
- Ilja Maszkow

i zachodnioeuropejscy:
- Henri Matisse
- André Derain
- Albert Marquet
- Georges Braque
- Pierre Bonnard
- Giacomo Balla